# 以色列国公民
以色列国公民或以色列人（英語：Israelis），是以色列的公民和国民（national），该国为种族多样化的多民族国家。该国主要由犹太人和阿拉伯人组成，分别占全国人口的75%和20%。